# Tombeaux de la vallée des Rois
Pour un article plus général, voir Vallée des Rois.
C'est au sein de la vallée des Rois que résident les tombeaux des pharaons du Nouvel Empire, de Thoutmôsis Ier à Ramsès XI. Ces tombeaux correspondent aux demeures d'éternités des pharaons qui y sont enterrés. Ces tombeaux ne sont pas seulement consacrés aux rois de l'Égypte antique, mais aussi aux reines (voir également vallée des Reines), aux princes et hauts dignitaires (nobles, artisans, voir également vallée des Nobles). Cependant l'architecture de ces tombeaux dépendait fortement du niveau hiérarchique du défunt, avec au plus haut niveau les tombeaux des pharaons. 
L'architecture commune de ces différents tombeaux est la suivante. L'entrée est caractérisée par une porte principale ouvrant sur un long corridor en pente, composé de douze encadrements de portes symbolisant un découpage du corridor en douze sections correspondant aux douze heures de la nuit. Chacune de ces sections est décorée de thèmes différents tirés du Livre de l'Amdouat décrivant le périple du dieu solaire dans le royaume des morts afin de renaître chaque début de jour. Le bout de ce corridor mène à un vestibule donnant accès à différentes chambres contenues dans le tombeau. Le sarcophage royal, contenant la momie royale, se trouve dans la chambre la plus reculée, également décorée par des récits du Livre de l'Amdouat.

## Les tombeaux
Les différents tombeaux de la vallée des Rois sont numérotés suivant la convention : 
- KVxx, où KV vient de l'anglais « King Valley » et xx représente le numéro du tombeau ;
- WVxx, où WV vient de l'anglais « West Valley » appelée également vallée des Singes.

### Liste des tombeaux
Certains tombeaux ne sont pas encore identifiés ou même fouillés.
| Nom  | Datation              | Destinataire                                               | Découverte                                 | Remarques |
| ---- | --------------------- | ---------------------------------------------------------- | ------------------------------------------ | --- |
| KV1  | XXe dynastie          | Ramsès VII                                                 | Ouvert depuis l'antiquité                  | |
| KV2  | XXe dynastie          | Ramsès IV                                                  | Ouvert depuis l'antiquité                  | |
| KV3  | XXe dynastie          | fils anonyme de Ramsès III                                 | Ouvert depuis l'antiquité                  | |
| KV4  | XXe dynastie          | Ramsès XI                                                  | Ouvert depuis l'antiquité                  | |
| KV5  | XIXe dynastie         | enfants de Ramsès II                                       | vers 1799                                  | Récemment redécouvert, avec cent-vingt salles connues et un travail de fouilles toujours en cours, c'est probablement le plus grand tombeau dans la vallée. |
| KV6  | XXe dynastie          | Ramsès IX                                                  | Ouvert depuis l'antiquité                  | |
| KV7  | XIXe dynastie         | Ramsès II                                                  | Ouvert partiellement depuis l'antiquité    | |
| KV8  | XIXe dynastie         | Mérenptah                                                  | Ouvert depuis l'antiquité                  | |
| KV9  | XXe dynastie          | Ramsès V et Ramsès VI                                      | Ouvert depuis l'antiquité                  | |
| KV10 | XIXe dynastie         | Amenmes                                                    | Ouvert depuis l'antiquité                  | |
| KV11 | XXe dynastie          | Ramsès III                                                 | Ouvert depuis l'antiquité                  | Connu également sous le nom de Bruce's Tomb ou The Harper's Tomb.                                                                                           |
| KV12 | XVIIIe/XIXe dynasties | inconnu                                                    | vers 1739                                  | Probablement employé comme tombeau familial. |
| KV13 | XIXe dynastie         | Bay puis plus tard, Amonherkhépeshef et Montouherkhépeshef | Ouvert depuis l'antiquité                  | |
| KV14 | XIXe/XXe dynasties    | Taousert, puis plus tard, Sethnakht                        | Ouvert depuis l'antiquité                  | |
| KV15 | XIXe dynastie         | Séthi II                                                   | Ouvert depuis l'antiquité                  | |
| KV16 | XIXe dynastie         | Ramsès Ier                                                 | Giovanni Battista Belzoni (octobre 1817)   | |
| KV17 | XIXe dynastie         | Séthi Ier                                                  | Giovanni Battista Belzoni (octobre 1817)   | Connu également sous le nom de Belzoni's tomb ou the tomb of Apis.                                                                                          |
| KV18 | XXe dynastie          | Ramsès X                                                   | Ouvert partiellement depuis l'antiquité    | |
| KV19 | XXe dynastie          | Montouherkhépeshef                                         | Giovanni Battista Belzoni (1817)           | |
| KV20 | XVIIIe dynastie       | Thoutmôsis Ier et Hatchepsout                              | 1799                                       | |
| KV21 | XVIIIe dynastie       | inconnu                                                    | Giovanni Battista Belzoni (octobre 1817)   | |
| WV22 | XVIIIe dynastie       | Amenhotep III                                              | vers 1799                                  | Il a été récemment étudié, mais n'est pas ouvert au public.                                                                                                 |
| WV23 | XVIIIe dynastie       | Aÿ                                                         | Giovanni Battista Belzoni                  | Seul tombeau ouvert au public dans la « vallée occidentale ».                                                                                               |
| WV24 | XVIIIe dynastie       | inconnu                                                    | vers 1832                                  | |
| WV25 | XVIIIe dynastie       | Akhenaton                                                  | Giovanni Battista Belzoni                  | Tombeau inachevé. |
| KV26 | XVIIIe dynastie       | inconnu                                                    | Vraisemblablement James Burton (vers 1835) | |
| KV27 | XVIIIe dynastie       | inconnu                                                    | vers 1832                                  | |
| KV28 | XVIIIe dynastie       | inconnu                                                    | vers 1832                                  | |
| KV29 | Nouvel Empire         | inconnu                                                    | vers 1832                                  | |
| KV30 | XVIIIe dynastie       | inconnu                                                    | Giovanni Battista Belzoni (1817)           | Connu également sous le nom de Lord Belmore's tomb. |
| KV31 | XVIIIe dynastie       | inconnu                                                    | Giovanni Battista Belzoni (octobre 1817)   | |
| KV32 | XVIIIe dynastie       | Tiâa                                                       | Victor Loret (1898)                        | |
| KV33 | XVIIIe dynastie       | inconnu                                                    | Victor Loret (1899)                        | |
| KV34 | XVIIIe dynastie       | Thoutmôsis III                                             | Victor Loret (12 février 1899)             | |
| KV35 | XVIIIe dynastie       | Amenhotep II                                               | Victor Loret (9 mars 1898)                 | Plus d'une douzaine de momies, certaines royales, ont été replacées ici.                                                                                    |
| KV36 | XVIIIe dynastie       | Maiherpri                                                  | Victor Loret (mars 1899)                   | |
| KV37 | XVIIIe dynastie       | inconnu                                                    | Victor Loret (1899)                        | |
| KV38 | XVIIIe dynastie       | Thoutmôsis Ier                                             | Victor Loret (mars 1899)                   | |
| KV39 | XVIIIe dynastie       | Amenhotep Ier?                                             | Victor Loret (1899)                        | Destinataire incertain. |
| KV40 | XVIIIe dynastie       | inconnu                                                    | Victor Loret (1899)                        | |
| KV41 | XVIIIe dynastie       | Tétishéri (?)                                              | Victor Loret (1899)                        | Destinataire incertain. |
| KV42 | XVIIIe dynastie       | Mérytrê-Hatchepsout                                        | Vraisemblablement Victor Loret (1900)      | |
| KV43 | XVIIIe dynastie       | Thoutmôsis IV                                              | Howard Carter (18 janvier 1903)            | |
| KV44 | XVIIIe dynastie       | inconnu                                                    | Howard Carter (26 janvier 1901)            | |
| KV45 | XVIIIe dynastie       | Ouserhat                                                   | Howard Carter (25 février 1902)            | Tombeau d'un noble. |
| KV46 | XVIIIe dynastie       | Youya et Touya                                             | James Edward Quibell (5 février 1905)      | Parents de Tiyi, épouse d'Amenhotep III |
| KV47 | XIXe dynastie         | Siptah                                                     | Edward Russell Ayrton (18 décembre 1905)   | |
| KV48 | XVIIIe dynastie       | Amenemopet                                                 | Edward Russell Ayrton (janvier 1906)       | Vizir et gouverneur de Thèbes. Il possède également la tombe TT29 dans la vallée des Nobles.                                                                |
| KV49 | XVIIIe dynastie       | inconnu                                                    | Edward Russell Ayrton (18 décembre 1905)   | |
| KV50 | XVIIIe dynastie       | Sépulture d'animaux                                        | Edward Russell Ayrton (janvier 1906)       | |
| KV51 | XVIIIe dynastie       | Sépulture d'animaux                                        | Edward Russell Ayrton (janvier 1906)       | Son emplacement précis a été perdu depuis sa découverte. |
| KV52 | XVIIIe dynastie       | Sépulture d'animaux                                        | Edward Russell Ayrton (janvier 1906)       | Son emplacement précis a été perdu depuis sa découverte. |
| KV53 | Nouvel Empire         | inconnu                                                    | Edward Russell Ayrton (1905/1906)          | |
| KV54 | XVIIIe dynastie       | cache de Toutânkhamon                                      | Edward Russell Ayrton (21 décembre 1907)   | Cache pour le matériel d'embaumement |
| KV55 | XVIIIe dynastie       | Tiyi (?) et cache de Akhenaton                             | Edward Russell Ayrton (janvier 1907)       | Tombe utilisée par plusieurs occupants |
| KV56 | XIXe dynastie         | inconnu                                                    | Edward Russell Ayrton (5 janvier 1908)     | Connu également sous le nom de Gold Tomb |
| KV57 | XVIIIe dynastie       | Horemheb                                                   | Edward Russell Ayrton (22 février 1908)    | |
| KV58 | XVIIIe dynastie       | inconnu                                                    | Ernest Harold Jones (1909)                 | Connu également sous le nom de Chariot Tomb |
| KV59 | XVIIIe dynastie       | inconnu                                                    |                                            | |
| KV60 | XVIIIe dynastie       | Satrê                                                      | Howard Carter (1903)                       | Nurse d'Hatchepsout, ou Hatchepsout elle-même |
| KV61 | Nouvel Empire         | inconnu                                                    | Ernest Harold Jones (1910)                 | Ce tombeau semble être resté inutilisé. |
| KV62 | XVIIIe dynastie       | Toutânkhamon                                               | Howard Carter (4 novembre 1922)            | |
| KV63 | XVIIIe dynastie       | inconnu                                                    | Otto J. Schaden (février 2006)             | |
| KV64 | XXIIe dynastie        | Nehmès Bastet                                              | Université de Bâle / Susanne Bickel (2011) | |
| KV65 |                       | inconnu                                                    | Zahi Hawass (juillet 2008)                 | Existence supposée par Carl Nicholas Reeves selon une étude radar menée en l'an 2000 dans le cadre du Projet Amarna Royal Tombs.                            |